# ふたりのじかん
『ふたりのじかん』は、おにおによる日本の漫画。『まんがライフSTORIA』（竹書房）にてVol.18（2016年5月30日発売）から　Vol.31（2018年7月30日発売）まで連載された。おにおの初連載作品となる。
『月刊キスカ』（竹書房）2017年12月号（2017年11月8日発売）に出張掲載された。また、本誌での連載終了後、Webコミック配信サイトの『まんがライフSTORIA´（ストーリアダッシュ）』にて番外編が掲載されている。

## あらすじ
写真部には部員が2人しかいなかった。後輩男子の真田文人は純情で、自由奔放で隙だらけな先輩女子・進藤和月にドギマギしっぱなし。和月も無邪気に後輩を惑わす。
そこへ、文人のブラザーコンプレックス気味の妹・幸子が、「兄をたぶらかす女」として和月に対抗心を燃やしてくる。

## 登場人物
真田文人（さなだあやと）
高校1年。写真部に所属。和月からは「ぶんちゃん」と呼ばれている。
進藤和月（しんどうかづき）
高校2年。写真部部長。部室では昼寝をしたり、雑誌を読んだりしていることが多い。
真田幸子
文人の妹。ブラザーコンプレックス気味。

## 書誌情報
- おにお『ふたりのじかん』 竹書房〈バンブー・コミックス〉、全2巻
  1. 2017年9月30日発売 ISBN 978-4801960602
  2. 2018年10月30日発売 ISBN 978-4801964259